# Бурбонне
Бурбонне́ (фр. le Bourbonnais, [бурбонэ]) — историческая провинция Франции, слегка холмистая область в центре страны, к северу от Оверни.
Эта местность всегда была богата хлебом, фруктами, вином, железом, мрамором и минеральными источниками.

## История
С 1327 по 1523 годы она образовала герцогство Бурбон, затем отдельную провинцию в 7900 км², занимавшую весь нынешний департамент Аллье и часть департамента Шер. Главным городом был Мулен (Moulins).